# Valdney Freitas da Matta
Valdney Freitas da Matta (sinh ngày 20 tháng 4 năm 1971) là một cầu thủ bóng đá người Brasil.

## Sự nghiệp câu lạc bộ
Valdney Freitas da Matta đã từng chơi cho Kawasaki Frontale và Oita Trinita.